# Batalla de Mossul (2016-2017)
La batalla de Mossul (àrab: معركة الموصل, Maʿrakat al-Mawṣil) va ser una ofensiva conjunta de les forces de govern iraquià, l'exèrcit del Kurdistan iraquià i forces internacionals per alliberar la ciutat de Mossul, en mans d'Estat Islàmic (EI). La guerra terrestre va començar el 16 d'octubre de 2016.
La batalla per Mossul es considera clau en la intervenció militar contra l'EI, que va capturar la ciutat el juny 2014, quan les forces iraquianes la van abandonar. L'ofensiva es desenvolupà durant diversos mesos al mateix temps que la batalla de Raqqa a Síria (l'altra gran ciutat en mans dels gihadistes), duta a terme per les Forces Democràtiques Sirianes.

## Antecedents

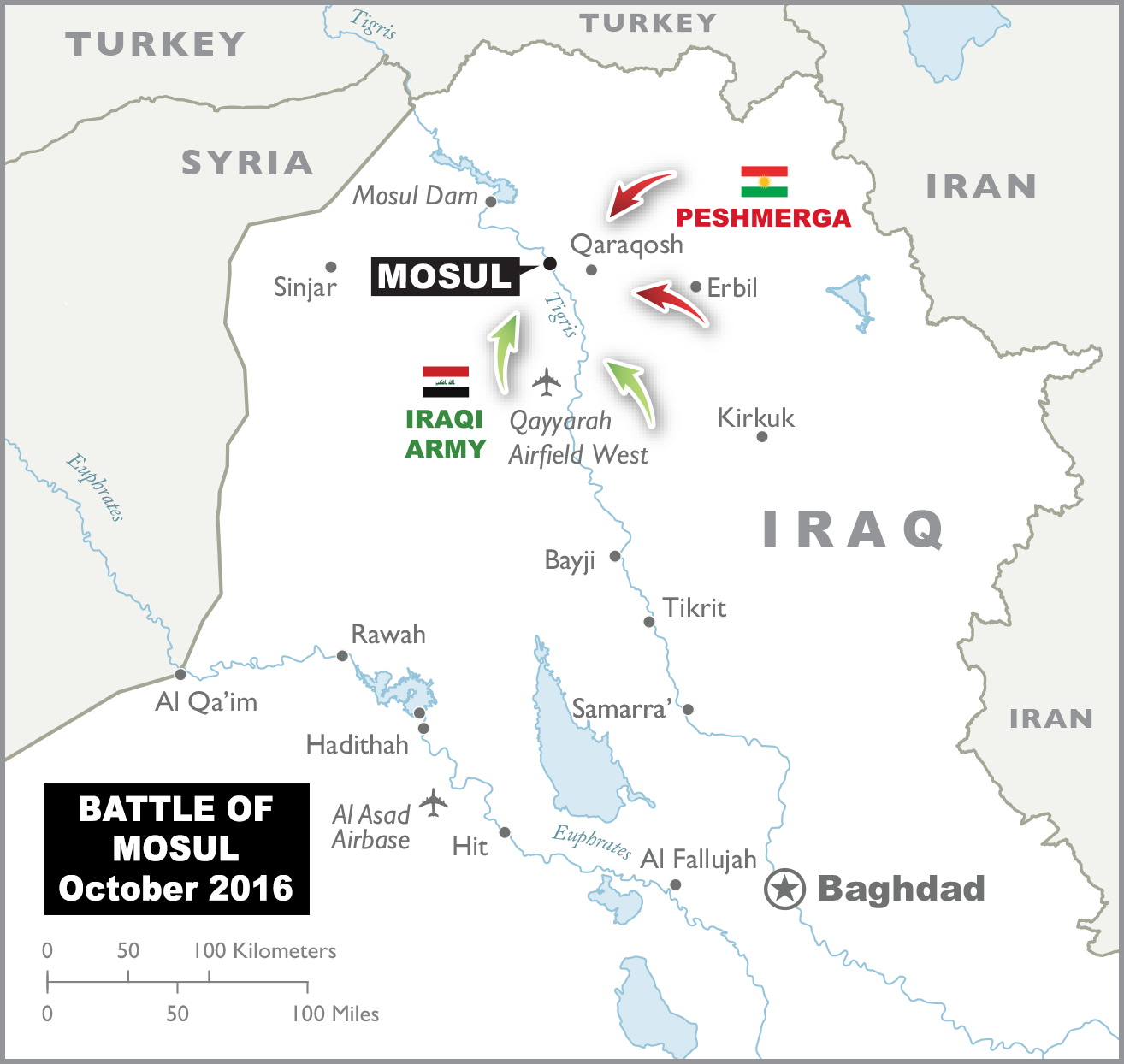
Batalla de Mossul

Mossul, la segona ciutat més poblada d'Iraq, va caure a mans d'entre 800 i 1.500 membres d'Estat Islàmic el juny 2014. Mossul, de majoria sunni, va caure fàcilment, en part, a causa del profund recel de la població cap a les forces de seguretat iraquianes de majoria xiita. Va ser a Mossul, concretament a la Gran Mesquita, on el dirigent d'EI Abu Bakr al-Baghdadi va declarar el naixement del califat trencant la frontera entre l'Iraq i Síria. Mossul és el principal bastió d'EI dins Iraq, és per això que l'ofensiva s'ha batejat com la "mare de totes les batalles".
Es calcula que durant aquest temps de control gihadista, la població (composta de mionries ètniques com armenis, iazidites, assíris, turcmans i xabaks) de la ciutat va caure de 2,5 milions d'habitants a 1,5 milions.
En les setmanes anteriors fins a l'ofensiva terrestre, la coalició dirigida pels EUA va bombardejar objectius d'EI, i l'exèrcit iraquià va fer avenços graduals cap a la ciutat. A més a més, la Força d'Aire reials anglesa va llençar un atac molt contundent contra les posicions d'EI, mitjançant drones, les 72 hores prèvies a l'ofensiva. Per altra banda, l'exèrcit iraquià va llençar pamflets des de l'aire animant als homes joves residents a la ciutat alçar-se contra l'EI quan la batalla comencés.
Per preparar per la defensa, els gihadistes van cavar trinxeres al voltant de la ciutat, el qual planejaven omplir amb oli ardent per reduir la visibilitat i forçar els diferents exèrcits atacants a avançar lentament. El desplegament de les forces armades d'Iraq que es disposaven a alliberar la ciutat va ser el més gran des de la invasió d'Iraq de 2003.

## Forces
S'estima que les forces gihadistes tenen dins la ciutat entre 3.000 i 5.000 combatents, segons el Departament de Defensa dels Estats Units. Per l'altre costat, la coalició liderada per l'Exèrcit d'Iraq s'estima que compta amb 94.000 membres: entre 54.000 i 60.000 soldats de l'Exèrcit iraquià, uns 16.000 paramilitars (principalment xiites, recolzats per Iran) i prop de 40.000 peixmerga kurds. Les Unitats de Protecció de Nínive, formades per assiris i catòlics caldeus, són una de les forces paramilitars que actuen sobre el terreny.
560 militars de la 101a Divisió Aerotransportada dels Estats Units participen en la batalla, incloent-hi elements de control i comandants, especialistes en comunicació i logística, un equip especialitzat en operacions aèries, entre d'altres experts. L'Exèrcit francès va desplegar entre 150 i 200 soldats a Qayyarah, als quals s'hi van sumar 600 soldats més a Qayyarah. A més a més, 150 soldats francesos es troben a Arbela, entrenant peixmerga. 80 soldats de les forces especials d'Austràlia també van estar desplegats per ajudar les forces kurdes. El Canadà, per la seva part, ha desplegat algunes forces per ajudar a interceptar les comunicacions d'Estat Islàmic, així com personal d'assistència mèditca a territori kurd.

## Captura de l'est de Mossul (octubre 2016 - gener 2017)
La batalla va començar amb ràpids avenços de les tropes kurdes que van aconseguir arribar a la ciutat de Mossul juntament amb les tropes iraquianes en només 10 dies des de les seves posicions inicials. Durant el mes d'octubre, les tropes iraquianes i kurdes van avançar ràpidament sobre diferents barris de la ciutat. Cap al 12 de novembre gran part de la ciutat havia estat reeixidament capturada per les tropes aliades i a partir de llavors, la batalla es va estancar amb avenços poc importants.
A principis del mes de desembre, fonts de l'Exèrcit iraquià i Peixmerga anuncien que s'havien capturat fins llavors 5.700 quilòmetres quadrats.
El 29 de gener de 2017 l'exèrcit iraquià va aconseguir finalment capturar els últims bastions d'EI de l'est de Mossul, deixant pas a la batalla a la resta del centre de la ciutat els mesos posteriors.

## Captura de l'oest de Mossul (febrer 2017 - juliol 2017)
El 23 de febrer, l'exèrcit iraquia va ocupar l'aeroport de Mossul. El 24 de febrer s'inicia l'ofensiva sobre la meitat occidental de la ciutat.
El 26 de febrer es va anuncia l'entrada a la ciutat des del sud a través dels districtes d'al-Tayran i Wadi Hajar.
A principis del mes de març, el califa de l'EI, Abu Bakr al-Baghdadi, va ordenar als seus combatents abandonar Mossul. Els rumors déien que Al Baghdadi havia fugit de Mossul i Tal Afar per instal·lar-se a les seves bases originals deixant el comandament de les tropes a d'altres mandataris i donant-los instruccions sobre com fer front a les tropes iraquianes.
El 21 de juny, davant l'avanç de l'exèrcit, Estat Islàmic destrueix la Gran Mesquita d'Al-Nuri del segle xi, lloc emblemàtic on es va declarar el califat al 2014 i utilitzat com a símbol de llibertat pels gihadistes.
A finals de juny, Estat Islàmic va recuperar alguns barris recentment capturats a l'oest de la ciutat, 49 No obstant això, l'exèrcit iraquià va poder avançar ràpidament en el nucli històric.
El 29 de juny de 2017, les forces iraquians van capturar gairebé per complet la ciutat i recuperant la mesquita Al-Nuri. Només quedaven alguns focus de feble resistència gihadista.51 És per això que EI va treslladar la seva capital a la ciutat de Tal Afar a l'interior d'Iraq.
Finalment, després de 8 mesos de combats, la ciutat de Mossul va ser completament reconquerida per les Forces Armades Iraquianes el 9 de juliol de 2017. Segons les primeres dades de l'ONU, els enfrontaments per a recuperar la ciutat de Mossul va provocar uns 80.000 morts i ferits i el desplaçament de gairebé 900.000 persones.

## Conseqüències
Després de la declaració de captura total, les tropes iraquianes tractaven de trobar i desactivar explosius i mines a la ciutat. El primer ministre va declarar que es treballaria per restaurar els serveis i la infraestructura, emfatitzant la importància de permetre que els ciutadants tornin a la vida normal.
L'Oficina de l'Alt Comissionat de les Nacions Unides per als Refugiats (ACNUR) va informar que es podria trigar "molts mesos" abans de l'esperat retorn de civils. ACNUR, l'agència de refugiats de l'ONU, va assenyalar que moltes de les persones que van fugir tot i voler tornar no tenien res a causa del danys, ni els serveis bàsics clau com l'aigua, l'electricitat i altres infraestructures clau, incloses les escoles i els hospitals, eren les adients. És per això que, vint-i-vuit grups que treballaven sobre el terreny van demanar recolzament logístic i monetari a la comunitat internacional per a poder accelerar la reconstrucció de la ciutat.
El diari The Independent va publicar el 17 de juliol que membres de l'exèrcit iraquià estaven executant i matant (llençant des de teulades d'edificis i penyasegats) membres d'Estat Islàmic detinguts sense judici previ. El rotatiu arribava a la conclusió que les tropes iraquines no només sentien "ganes de revenja" si no que, com anteriorment havia passat, sentien gran desconfiança vers la justícia corrupte que podia arribar a alliberar gihadistes a canvi de diners. Aquesta "paranoia", tal com cita el mitjà, aflora després de rumors que indicaven que alguns presoners que havien estat deixats en llibertat a Bagdad, s'haurien immolat tot seguit assassinant desenes de civils.

## Problemes humanitaris
Fins a 1,5 milions de civils viuen a la ciutat i els voltants, la qual cosa va provocar serioses preocupacions d'una crisi humanitària massiva. Lise Grande, coordinadora humanitària de l'ONU a l'Iraq, va declarar: "En el pitjor dels casos, estem literalment, davant de l'operació humanitària més gran al món en l'any 2016". Save the Children va advertir que era probable un vessament massiu de sang de civils si no se'ls permeten rutes segures perquè fugen.

### Abusos d'Estat Islàmic
Segons diferents informes de diversos mitjans comunicació, grups de drets humans i el Consell de Seguretat de les Nacions Unides, EI va amenaçar amb prendre represàlies amb els civils que intentessin fugir o contradissin les seves normes.
Franctiradors, mines i trinxeres impedeixen que la gent tracte d'escapar. Les autoritats iraquianes, a través de programes de ràdio i fullets que llançaren sobre la ciutat, van advertir als civils que devien romandre a casa seva. Als fullets s'aconsellava als residents perquè prengueren diverses precaucions, incloent instruccions per desconnectar les canonades de gas i tapiar les finestres per protegir-les de vidres trencats.
L'International Business Times va informar que "xiquets de Mossul, alguns de tan sols 12 anys, han estat reclutats per l'Estat Islàmic a Mossul, bastió restant més gran del grup militant a l'Iraq.
Escuts humans
El govern dels EUA va acusar EI d'utilitzar civils com a escuts humans a Mossul. Els temors que els civils podrien ser utilitzats com a escuts humans per EI es va confirmar quan es el grup va segrestar civils amb aquesta finalitat, fets condemnats per grups de pro drets humans i del Consell de Seguretat de les Nacions Unides.
Poc després de començar la batalla, van aparèixer notícies de segrests i execucions de civils per part d'EI a Mossul. El portaveu del Pentàgon Jeff Davis va declarar que EI estava utilitzant a civils com a escuts humans i mantenint a les persones a la ciutat en contra de la seua voluntat.
Segons l'Observatori Euro-Mediterrani dels Drets Humans, els més d'un milió d'habitants de Mossul corrien el risc de ser assassinats o usats com escuts humans contra l'avanç i l'ofensiva de l'exèrcit iraquià. Segons l'informe, Estat Islàmic va desplaçar més de 550 famílies de les poblacions d'As-Semalyya i An-Nejafyya per a fer-les servir d'escuts humans.
Execusions
Una font d'intel·ligència iraquiana va declarar el 21 d'octubre que EI va executar 284 homes i xiquets segrestats a Mossul per tal d'utilitzar-los com a escuts humans. Els civils van ser assassinats i llançats en una fossa comuna. Un funcionari de l'ONU va dir que l'ONU està "greument preocupat" pel destí de 200 famílies de Samalia i 350 famílies de Najafia que van ser segrestades per EI, i que podrien ser utilitzats com a escuts humans.
Segons l'Oficina de l'Alt Comissionat de les Nacions Unides per als Drets Humans, EI va executar 232 persones prop de Mossul a finals d'octubre per desafiar les seves ordres.
El 31 d'octubre, un membre de la Governació de Nínive va declarar que EI va havia executat 300 civils i ex membres de seguretat a la població de Moshairefa, al nord de Mossul. Havien estat empresonats i acusats de col·laborar amb el govern.
Mosul Eye va informar el 3 de novembre que els atacs de morter gihadistes van matar a cinc civils.
El 7 de novembre, l'Oficina de Mitjans de la Guerra de l'Iraq va anunciar la troballa de més de 300 cossos en una fossa comuna a Hamam al-Alil, al sud de Mossul.
L'Oficina de Mitjans de la Guerra de l'Iraq va anunciar que a l'interior de l'edifici de la Facultat d'Agricultura de Mossul s'hi va trobar 100 cossos decapitats.
El 9 de novembre, fonts locals van informar que EI va assassinar més de 20 persones després d'haver-los acusat de ser espies, crucificats i executats.
L'11 de novembre la BBC va informar que EI va executar 40 civils després d'haver-los acusat de ser espies. Un altre home, afegien, va ser assassinat per desafiar la prohibició de l'ús del telèfon mòbil.
El 17 de novembre, les forces iraquianes van trobar dues fosses comunes més prop de Hamam Alil, amb més de 250 cossos.
A finals de febrer de 2017, les forces iraquianes van descobrir la fossa més gran coneguda a "Khafsa Sinkhole" prop de Mossul, amb 4.000 cossos de funcionaris del govern iraquià. Havien estat assassinats per ISIL poc després de la caiguda de Mosul al juny de 2014.
Segons les Nacions Unides, EI va assassinar més de 163 civils l'1 de juny de 2017, al barri d'Al-Shira, per evitar que fugissin de Mossul.
El 3 de juliol de 2017, els metges de medicina forense van recuperar 74 cadàvers probablement assassinats per EI.
Altres
L'Oficina de Drets Humans dels EUA va proporcionar detalls que EI va estar utilitzant armes químiques i acumulant amoníac i sofre.

### Abusos de tropes anti-Estat Islàmic
Segons l'Observatori Euro-Mediterrani dels Drets Humans, les forces aèries iraquianes van atacar un funeral a la província de Kirkuk assassinant més de 20 persones i ferint a dotzenes d'altres.
Diferents associacions humanitàries i pro drets humans, van filtrar que les tropes iraquianes van capturar 1.500 civils de mesquites i escoles al camp de refigiats de Dybka, així com, el 21 d'octubre de 2016, l'exèrcit iraquià i la policia iraquiana, van detenir centenars de civils i executar alguns civils del sud de Mossul, sense judici previ, alegant recolzar i reclutar per EI.
Human Rights Watch va denunciar absos a musulmans sunnites realitzats per les milícies xiïtes de les Forces de Mobilització Popular (PMF) en les operacions a Fallujah, Tikrit i Amirli.
El 21 d'octubre, l'International Business Times va denunciar que tenien imatges que demostraven que les forces de seguretat iraquians van torturar i interrogar nens per obtenir informació sobre les posicions d'EI".
L'11 de novembre, el lloc web Middle East Monitor va publicar imatges de com les Forces Especials Iraquians vexaven, torturaven i assassinaven un nen suní iraquià. El noi, identificat com Muhammad Ali Al-Hadidi, va ser arrossegat pel desert i disparat a mort i finalment atropellat per un tanc conduït pel mateix contingent.
El 19 de gener, les forces iraquianes van executar sumàriament tres civils alegant que eren sospitosos de pertànyer a EI.
L'observatori del Pròxim Orient va informar d'un "possible genocidi i neteja ètnica" de musulmans sunis pels atacs que rebien de cristians iraquians. No obstant això, aquest va ser l'únic mitjà que va tractar i parlar-ne.
El 17 de març, un atac aeri de la coalició dirigida pels Estats Units a Mossul va assassinar més de 200 civils. Amnistia Internacional va informar: "L'alt índex de civils morts suggereix que les forces de la coalició que lideren l'ofensiva a Mossul no han pres les precaucions adequades per evitar morts civils, violant del dret internacional humanitari".
L'endemà de la captura per complert de la ciutat, Human Rights Watch va publicar de nou denúncies comeses per l'exèrcit iraquià i les tropes aliades. Entre elles hi ha la tortura i execusió de membres detinguts d'Estat Islàmic així com el tancament en camps de rehabilitació als familiars de membres d'Estat Islàmic (mullers, fills/es i parents/es). Finalment, denuncia que aquestes actuacions podrien constituir crims de guerra al "sabotejar els esforços per promoure la reconciliació a les àrees reconquerides a l'Estat Islàmic". Aminstia Internacional va publicar també una denúncia semblant l'11 de juliol.

### Desplaçaments de població i refugiats

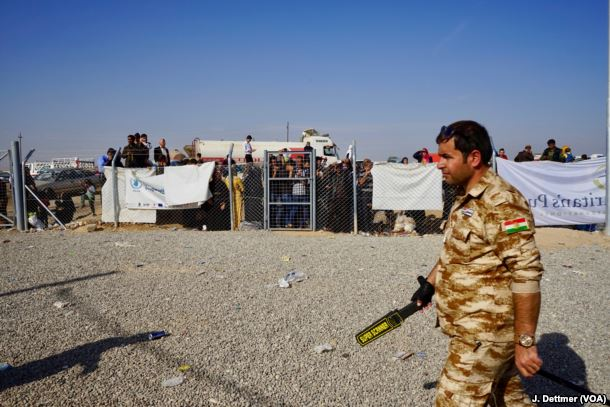
Refugiats de Mossul en territori kurd, el novembre de 2016

L'italià Filippo Grandi, de l'Alt Comissionat de l'ONU per als Refugiats, va arribar a Erbil el 17 d'octubre per reunir-se amb funcionaris kurds. L'ONU ha establert cinc camps de refugiats capaços de rebre fins a 45.000 persones, i té la capacitat de prendre'n fins a 120.000 si hi ha més llocs disponibles per als camps. Desenes de famílies de Mossul van arribar al camp d'Al-Hawl a Rojava, el Kurdistan sirià, amb la qual cosa el nombre d'iraquians a al-Hawl arriba a més de 6.000. El 18 d'octubre, més de 2.000 refugiats de Mossul estaven tractant de creuar a Síria, d'acord amb les Unitats de Protecció Popular (YPG). L'ONU estava intentant informar els ciutadans dins de Mossul que no havien de fugir cap a l'oest de la ciutat (cap a Síria), ja que aquesta àrea estava encara sota el control d'EI, sinó als camps a l'est.
L'Organització Mundial de la Salut (OMS) va dir que havia entrenat i preparat a 90 metges iraquians en "tractament de baixes massives" com a part dels seus preparatius per a l'operació de Mossul, amb un focus especial en els atacs químics. EI ha utilitzat anteriorment armes químiques en atacs contra les forces iraquianes i de la coalició, i es tem que podria fer-ho de nou dins de Mossul, on hi viuen més d'un milió de civils.
El 3 de novembre, els treballadors d'ajuda kurds i de l'ONU van dir que més de 40.000 refugiats havien fugit al Kurdistan en les primeres setmanes de combats. Deu camps de refugiats nous s'han construït en la governació de Dohuk, a la governació d'Erbil i a la ciutat de Khazir. Segons les Nacions Unides i UNICEF, 22.000 persones han estat desplaçades, incloent més de 9.000 nens.
El 6 de novembre, l'Alt Comissionat de les Nacions Unides per als Refugiats (ACNUR) va declarar que 33.996 persones havien estat desplaçades del districte de Mossul. Al 63% de les famílies els falta documentació civil i el 21% de les famílies estan encapçalades per una dona. L'OMS va anunciar que havia establert 82 "equips de resposta ràpida" per a preparar-se per possibles preocupacions entre els civils que fugen de Mossul, incloent epidèmies com el còlera i l'exposició a productes químics i el fum de la crema de pous de petroli. Una preocupació particular és l'aparició de brots de malalties entre els nens petits que no han estat immunitzats des que EI va prendre la ciutat al juny de 2014.

## Cobertura mediàtica
Diversos mitjans de comunicació com Al Jazeera i Channel 4 van retransmetre per streaming el primer dia de batalla en Facebook, per primera vegada en la història. A més, altres vídeos en directe estaven disponibles a YouTube i l'app d'streaming Periscope. Així mateix, alguns oficials iraquians i kurds es van unir en les xarxes socials emprant el hashtag #FreeMosul.
El 17 d'octubre diversos mitjans de comunicació iraquians van establir l'Aliança Nacional de Mitjans de Comunicació, per tal de donar suport els periodistes que informen en la batalla. Els grups incorporen tant els mitjans de comunicació públics com els privats, incloent Al Iraqiya i Al Sumaria. L'aliança proporciona serveis tècnics i periodístics, incloent un newsroom comú. Va ser format per contraatacar la propaganda d'EI i fomentar la cooperació entre els diversos grups de mitjans de comunicació, per tal de reduir caos i millorar la seguretat. La periodista Walid al-Tai va dir a Al-Monitor que "una de les raons darrere de l'establiment de l'aliança és evitar qualsevol cobertura caòtica de la batalla per part dels mitjans de comunicació,a ja que cada mitjà i institució militar està enviant els seus corresponsals als fronts de batalla. Això porta a un conflicte en la cobertura de la batalla i un nombre més gran de ferits i morts entre els periodistes".
El periodista Mustafa Habib va informar que els ciutadans iraquians estan coordinant esforços via Facebook i Twitter per contraatacar la propaganda d'EI, que emet fotos i vídeos falsos que poden ser emprats per intimidar els locals de Mossul. El departament de comunicacions d'una milícia xiïta també va anunciar que contribuirien a la campanya mediàtica, i que 500 periodistes iraquians eren amb les milícies que envolten Mossul per informar sobre les actualitzacions de la batalla.
El 27 d'octubre de 2016, el periodista de The New Yorker Robin Wright va entrevistar l'anònim Mosul Eye, un reporter que descriu la vida quotidiana al Mossul d'EI, malgrat les amenaces de mort que ha rebut del grup terrorista. Responent a les qüestions de Wright, Mosul Eye va calcular la força real i la força maquillada de l'EI a Mossul, així com el nivell de suport dels habitants de Mossul a EI.

## Violació de les Lleis de Guerra
Al febrer de 2017, Human Rights Watch va emetre un informe sobre la violació de les lleis de guerra a l'Iraq. Segons l'informe, els combatents gihadistes van ocupar l'hospital Al-Salam a Mossul durant el mes de juny de 2014 i diverses instal·lacions mèdiques d'altres poblacions com l'Hospital General de Mossul, posant en perill al personal i als pacients durant possibles enfrontaments. Addicionalment, durant la Batalla de Mossul, els cadàvers dels soldats iraquians van ser arrossegats pels carrers, i els cossos de tres soldats van ser penjats d'un pont de la ciutat. L'informe afegia que els lluitadors d'Estat Islàmic també van ocupar una clínica a la ciutat de Hammam al-Alil, posteriorment atacada sense previ avís el 18 d'octubre, causant la mort d'almenys a vuit civils.
Human Rights Watch també va acusar les Forces de Seguretat i les Forces de Mobilització Popular (PMU) iraquianes d'arrossegar els cossos de presumptes combatents de d'EI a la ciutat de Qayyarah i a la ciutat de Falluja, després que les forces iraquians prenguessin l'est de Mosul el 24 de gener de 2017. L'informa recalcava que aquestes vexacions tindrien "conseqüències terribles dels drets humans".
Human Rights Watch va advertir que les Forces de Mobilització Popular estaven poc preparades per dur a terme aquest projeccions. Van argumentar que la naturalesa irregular de les pràctiques de detecció i detenció i l'aïllament dels detinguts en custòdia corren el risc d'abusar dels detinguts, inclosa la detenció arbitrària i les desaparicions forçades. Malgrat les paraules del govern iraquià anunciant la fi d'aquestes pràctiques, l'11 de març de 2017 les Brigades de Hezbollah, Brigades Al-Abbas i els Batallons de l'Imam Ali, van reaparèixer realitzant els mateixos actes prèviament condemnats.
L'11 de juliol, Amnistia Internacional i Human Rights Watch van publicar dos informes independents on denunciaven l'ús d'armament de baixa precisió durant els enfrontaments amb Estat Islàmic, per part de la coalició internacional liderada pels Estats Units, coneixent que els combatents gihadistes utilitzaven civils com a escuts humans, cosa que podria haver causat un gran nombre de baixes innocents. Tals atacs, segons comentaven ambdues organitzacions, podrien constituir un delicte de crims de guerra, al no prendre les precaucions suficients.